# Amanita fulva
La bubbolina rigata (Amanita fulva Fr., 1815) è una specie di fungo basidiomicete appartenente alla famiglia delle Amanitaceae. È stata considerata all'inizio varietà dell'Amanita vaginata, poi dell'Amanita crocea e infine è stata elevata a rango di specie.

## Etimologia
Il nome deriva dal latino fulvus, rossiccio, per via del colore del cappello.

## Descrizione

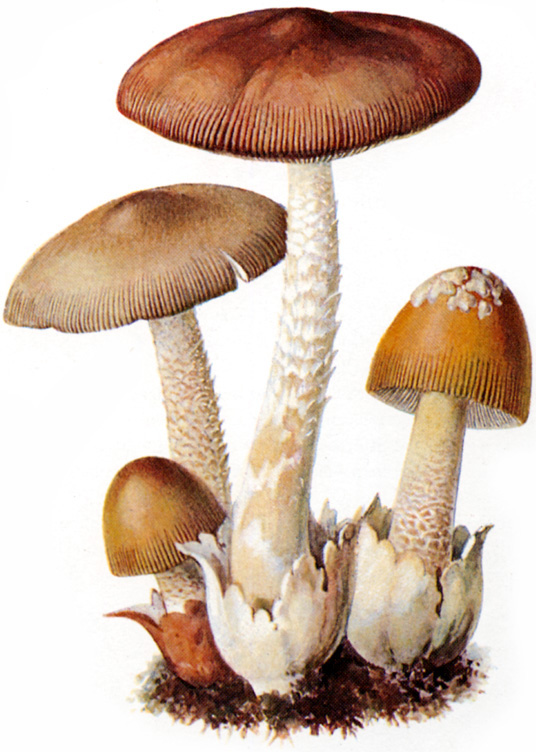
Amanita fulva

### Cappello
Cappello da 4–10 cm, conico campanulato, poi convesso e infine appianato, con lieve umbone centrale 
Cuticoladi color marrone chiaro o scuro, più scuro al centro e più chiaro al margine, spesso ricoperta da resti della volva
Marginestriato

### Lamelle
Lamelle fitte, libere, bianche, con sfumature rosa aranciate negli esemplari adulti, intercalate da numerose lamellule tronche.

### Gambo
Gambo 8-12 x 0,5-1,5 cm, cilindrico, assottigliato all'apice, cavo con l'età, fibroso, liscio, biancastro, con sfumature tendenti al beige, privo di anello.

### Volva
Volva bianca all'esterno, rossastra all'interno, inguainante alla base, membranacea.

### Carne
Carne bianca, fragile, senza odori e sapori particolari, comunque gradevoli.

### Caratteri microscopici
Sporebianche in massa, da globose a subglobose, lisce, ialine, non amiloidi, 8-12 x 10-12 µm.
Basidiclaviformi, tetrasporici
Cheilocistidipiriformi
Giunti a fibbiaassenti.

## Reazioni chimiche
Con fenolo ha una reazioni chimica che porta la carne a virare al bruno-violaceo.

## Distribuzione e habitat
L'Amanita fulva è un fungo poco comune, fruttifica solitario, in estate-autunno, nei boschi di latifoglie o misti, tra residui legnosi tanto da far pensare di essere una specie lignicola. Predilige terreno acido.

## Commestibilità

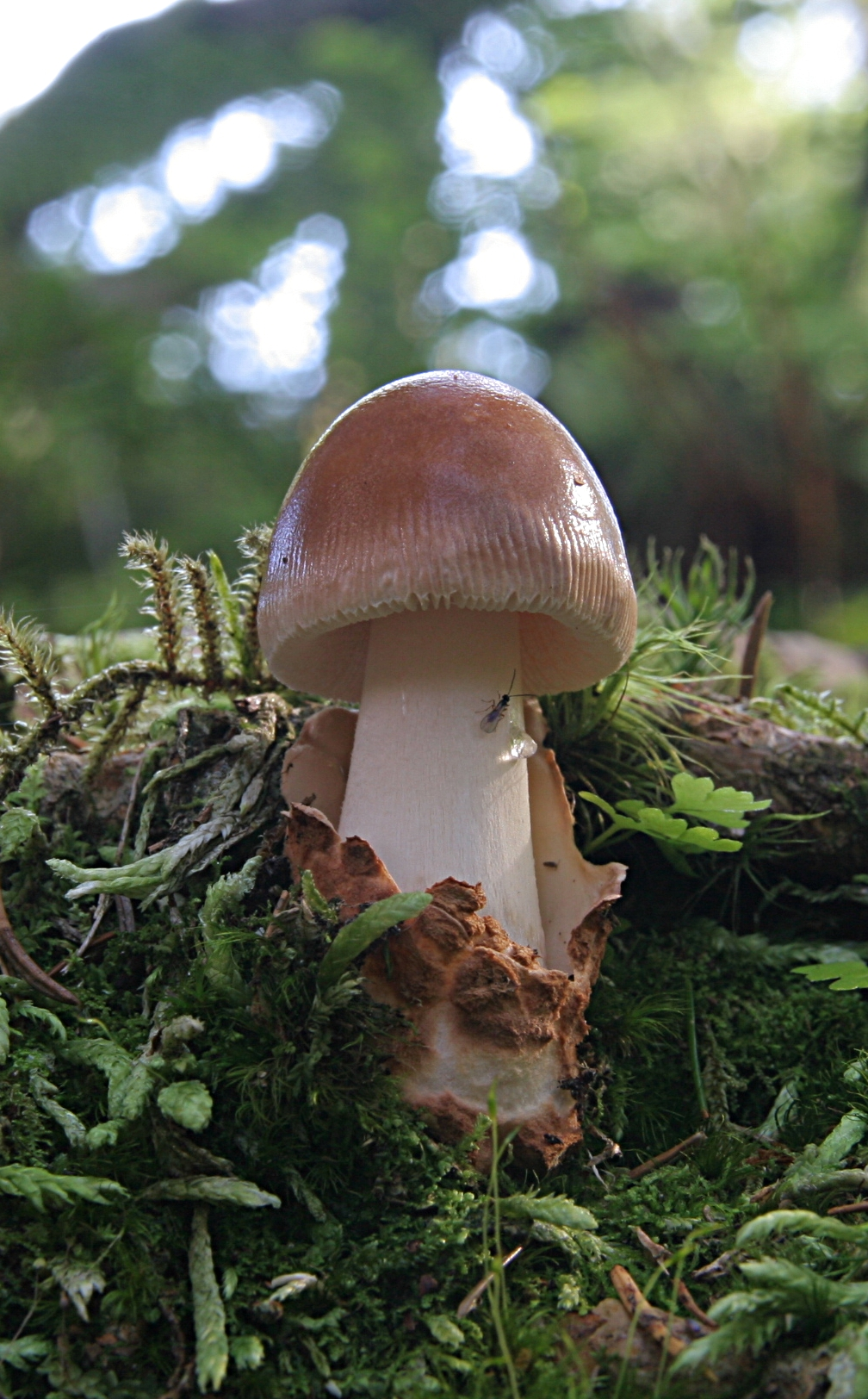
Esemplare giovane di A. fulva

Velenosa da cruda, edule da cotta, e, tra le specie del gruppo dell'Amanita vaginata, è quella che meno si può confondere con le altre specie velenose.

## Tassonomia

### Sinonimi e binomi obsoleti
- Agaricus fulvus Schaeff., Fungorum qui in Bavaria et Palatinatu circa Ratisbonam nascuntur 4: 41 (1774)
- Amanita vaginata var. fulva (Schaeff.) Gillet, Les Hyménomycètes ou description de tous les champignons (fungi) qui croissent en France (Alençon): 51 (1874)
- Amanitopsis fulva (Schaeff.) W.G. Sm.
- Amanitopsis vaginata var. fulva (Schaeff.) Sacc., Sylloge fungorum omnium husque cognitorum (Abellini) 5: 21 (1887)

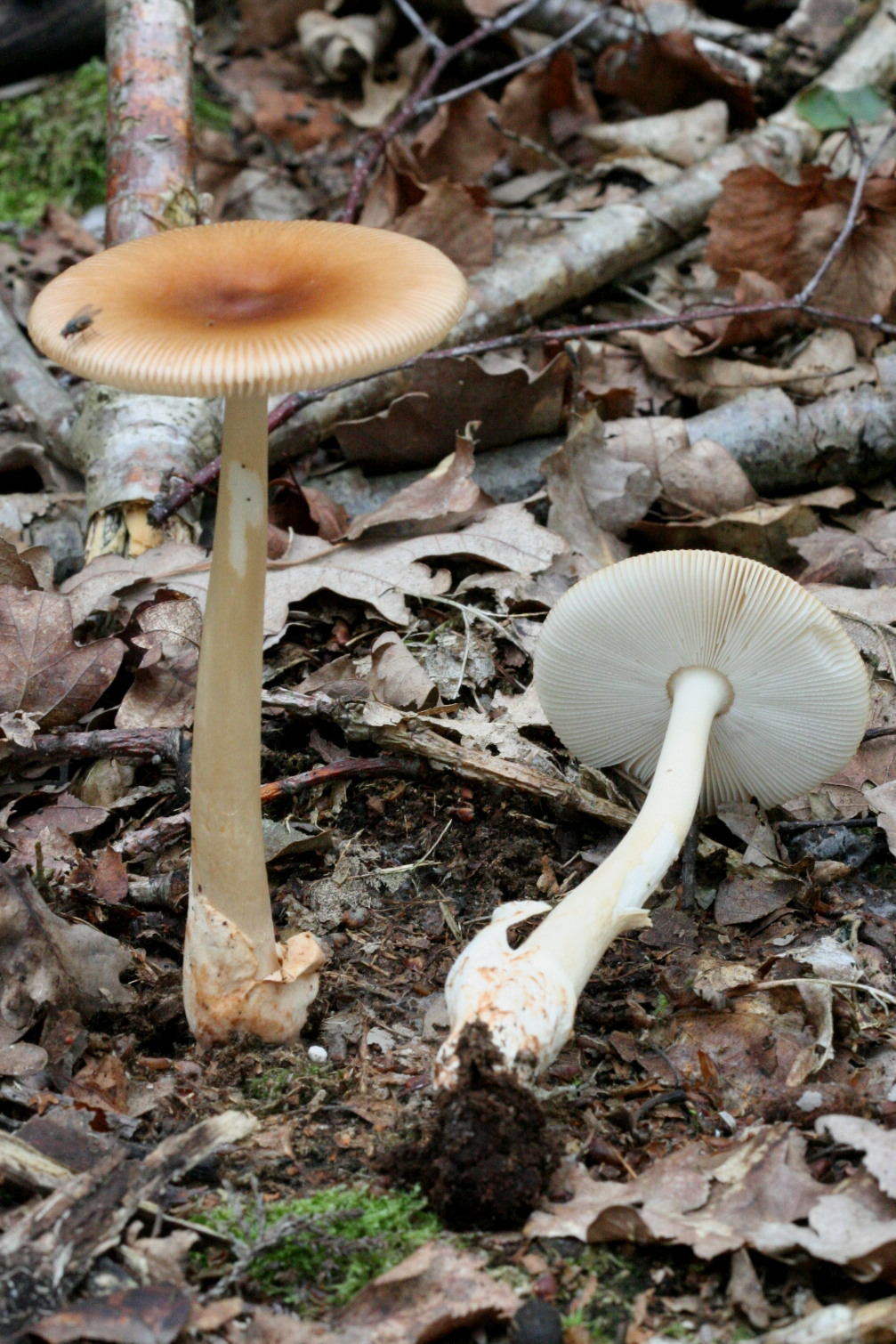
Immagine di Amanita fulva, è importante notare bene la differenza tra essa ed Amanita crocea, riguardo al colore del cappello

### Specie simili
- Amanita crocea
- Amanita umbrina, con cappello scuro (bruno-castano) e volva concolore al cappello.